# Ecliptopera phaedropa
Ecliptopera phaedropa là một loài bướm đêm trong họ Geometridae.